# Domijanići
Domijanići is een plaats in de gemeente Žminj in de Kroatische provincie Istrië. De plaats telt 123 inwoners (2001).